# Movimiento de arte feminista
El movimiento de arte feminista hace referencia a los esfuerzos y logros de las feministas a nivel internacional para producir arte que refleje las vidas y experiencias de las mujeres, así como para cambiar los cimientos de la producción y percepción del arte contemporáneo. Este movimiento también buscó dar más visibilidad a las mujeres dentro de la historia del arte y la práctica del arte. Al mismo tiempo se expresa para visualizar los pensamientos y objetivos internos del movimiento feminista, para mostrárselos a todo el mundo y dar sentido al arte. Ayuda a construir el papel de aquellos que continúan debilitando la corriente narrativa (y a menudo masculina) del mundo del arte. Al corresponder con los desarrollos generales dentro del feminismo, y que a menudo incluyen estrategias de organización personal como el grupo de concienciación, el movimiento comenzó en la década de los 60 y floreció a lo largo de la década de los 70 como consecuencia de la llamada segunda ola de feminismo. Se le ha considerado como «el movimiento internacional más influyente del período de posguerra».

## Historia
La década de 1960 fue un período en el que las mujeres artistas querían obtener los mismos derechos que los hombres dentro del mundo del arte establecido y crear arte feminista, a menudo de forma no tradicional, para ayudar a «cambiar el mundo». Louise Bourgeois (1911-2010) y la germano-estadounidense Eva Hesse (1936-1970) fueron algunas de las primeras artistas feministas. 
El 20 de julio de 1964, Yoko Ono, la artista de vanguardia, cantante y activista del movimiento Fluxus, presentó el arte Cut Piece en el Yamaichi Concert Hall de Kioto, Japón, donde se sentó quieta mientras le cortaban partes de la ropa, lo que representaba una protesta contra la violencia hacia las mujeres. Lo interpretó de nuevo en el Carnegie Hall en 1965. Su hijo, Sean, participó en la actuación de la artista el 15 de septiembre de 2013 en el Théâtre le Ranelagh de París. Jonathan Jones, de The Guardian, la consideró «una de las 10 obras de arte más impactantes de la historia». 
Some Living American Women Artists / Last Supper (1972) de Mary Beth Edelson se apropió de La última cena de Leonardo da Vinci, al colocar las cabezas de notables mujeres artistas sobre las cabezas de Cristo y sus apóstoles. Benglis fue una de esas importantes mujeres artistas. Esta imagen, que aborda el papel de la iconografía histórica religiosa y del arte en la subordinación de las mujeres, se convirtió en «una de las imágenes más icónicas del movimiento artístico feminista». 
Las mujeres artistas, motivadas por la teoría feminista y el movimiento feminista, iniciaron el movimiento de arte feminista en la década de 1970. El arte feminista representó un alejamiento del modernismo, donde el arte hecho por mujeres se colocó en una clase diferente a las obras hechas por hombres. El movimiento cultivó una nueva conciencia feminista, una «libertad para responder a la vida ... [sin obstáculos] por la corriente principal masculina tradicional».O, como lo expresaron Griselda Pollock y Roszika Parker, una separación del Arte con «A» mayúscula del arte hecho por mujeres produjo un «estereotipo femenino». The Dinner Party de Judy Chicago, una instalación de arte que representa la historia simbólica de las mujeres. Se le considera la primera obra de arte feminista épica. 
Esta exigencia de igualdad en la representación fue introducida en la Art Workers' Coalition's (AWC) Statement of Demands, declaración que se desarrolló en 1969 y se publicó de forma definitiva en marzo de 1970. La AWC se creó para defender los derechos de los artistas y para hacer que los museos y galerías modificaran sus prácticas. Mientras la coalición surgió como un movimiento de protesta. Después de que el escultor cinético griego Panayiotis Vassilakis, también conocido como Takis, retirara físicamente su obra Tele-Sculpture (1960) de una exhibición de 1969 en el Museo de Arte Moderno de Nueva York, rápidamente emitió un amplio pliego de reivindicaciones a los «museos de arte en general». Junto con los llamados a la entrada gratuita, una mejor representación de las minorías étnicas, aperturas tardías y un acuerdo de que las galerías no exhibirían una obra de arte sin el consentimiento del artista, el AWC también exigió que los museos «alienten a las artistas femeninas a superar siglos de daño causado a la imagen de la mujer como artista estableciendo una representación equitativa de los sexos en las exposiciones, las compras en museos y en los comités de selección». 
También hay formas feministas de posmodernismo que surgieron en la década de 1980. El movimiento de arte feminista surgió de la lucha por encontrar una nueva forma de expresar los aspectos sexuales, materiales, sociales y políticos de la vida y la feminidad. Los movimientos artísticos feministas surgieron en Estados Unidos; Europa, incluida España; Australia; Canadá; y Latinoamérica en la década de los 70. 
Los movimientos artísticos de mujeres se extendieron por todo el mundo en la segunda mitad del siglo XX, incluyendo a países como Suecia, Dinamarca, Noruega, Rusia y Japón. Mujeres artistas de Asia, África y, en particular, Europa del Este aparecieron abundantemente en la escena artística internacional a finales de los años 1980 y 1990, cuando el arte contemporáneo se hizo popular en todo el mundo. 
Las principales exposiciones de mujeres artistas contemporáneas incluyen WACK! Art and the Feminist Revolution liderada por Connie Butler, SF MOMA, 2007; Global Feminisms dirigida por Linda Nochlin y Maura Reilly en el Museo de Brooklyn, 2007; Rebelle, capitaneada por Mirjam Westen en MMKA, Arnheim, 2009; Kiss Kiss Bang!45 Years of Art and Feminism comisariada por Xavier Arakistan en el Museo de Bellas Artes de Bilbao, 2007; y Elles en el Centro Pompidou de París (2009-2011), que también realizó una gira por el Museo de Arte de Seattle. Han sido cada vez más internacionales en su selección. Este cambio también se refleja en las revistas creadas en la década de 1990 como n.paradoxa.
Artistas: Siglo XX - XXI

### Lecturas complementarias
- Juan Vicente Aliaga Gender Battle/A Battala dos Xeneros Spain, Santiago de Compostela, 2007.
- Juan Aliaga and Maria Laura Rosa Recuperar la Memoria: Experiencias feministas desde el Arte, Argentina y España, Ana Navarette and Mujeres Públicas Centro Cultural de España, Buenos Aires and CCEBE, Sede Parana, 2013.
- L.Anderson, A. Livion Ingvarsson, M. Jensner, A. Nystrom, BWerkmeister, N. Ostlind (eds.)Konstfeminism Helsingborg, Sweden, Dunkers Kulturhaus and Lilevalch Konsthall, 2004.
- Kathy Battista Re-Negotiating the Body: Feminist Art in 1970s London, I B Tauris, 2011.
- Carla Bianpoen, Farah Wardani, Wulan Dirgantoro Indonesian Women Artists Jakarta: Yayasan Semirupa Indonesia:2007.
- Katy Deepwell (ed) New Feminist Art Criticism: Critical Strategies UK, Manchester, Manchester University Press, 1995.
- Sylvia Eiblmayr Die Frau als Bild: Der weibliche Körper in der Kunst des 20 Jahrhunderts Berlin, Dietrich Reimer, 1993.
- Isabelle Graw Die bessere Hälfte: Künstlerinnen des 20. und 21. Jahrhunderts Cologne, du Mont Verlag, 2003.
- Uta Grosenick (ed.) "Women Artists in the 20th and 21st Century" Köln: Taschen GmbH, 2001.
- Karen Hindsbo The Beginning is Always Today': Scandinavian feminist art from the last 20 years Norway: Saarlandets Kunstmuseum, 2013.
- Johanna Householder and Tanya Mars (eds) Caught in the Act: an Anthology of Performance Art by Canadian Women  Toronto:YYZ Books, 2003.
- Lucy Lippard From the Center: Feminist Essays on Women's Art New York. Duton, 1976.
- Roszika Parker and Griselda Pollock Framing Feminism: Art and the Women's Movement, 1970-1985 Londres. Pandora/RKP, 1987.
- Bojana Pejic (ed) The Gender Check Reader Vienna, MUMOK and Erste Foundation, 2010.
- Griselda Pollock (ed) Generations and Geographies London, Routledge, 1996.
- Helena Reckitt (ed) Art and Feminism London, Phaidon, 2001.
- Hilary Robinson (ed) Visibly Female London, Camden Press, 1987.
- Hilary Robinson (ed)  Feminism – Art – Theory: An Anthology, 1968-2000 Oxford. Blackwells, 2001.
- Araceli Barbosa Sanchez  Arte Feminista en los ochenta en México: una perspectiva de género México: Casa Juan Pablos Centro Cultural, Universidad Autónoma de Estado de Morelos, 2008.
- Ella Shohat (ed) Talking Visions: Multicultural Feminism in a Transnational Age Cambridge, Massachusetts, MIT: 1998.
- Bridget Tracy Tan Women Artists in Singapore  Singapore, Select Books and Singapore Art Museum, 2011.
- Jayne Wark Radical Gestures: Feminism and Performance Art in North America  Montreal: McGill-Queen's University Press, 2006.
- Women Down the Pub (aliasN.Debois Buhl, L.Strombeck, A.Sonjasdotter)  Udsight – Feministiske Strategier i Dansk Billedkunst / View – Feminist Strategies in Danish Visual Art  Denmark, Informations Vorla, 2004.

- Datos: Q115800283